# Variometru

Variometru

Variometrul (vertical velocity variometer VVI, sau vertical speed variometer VSV) este un instrument de bord pentru controlul zborului, care indică, pe baza diferenței de presiune, viteza verticală de urcare (viteza ascensională) sau cea de coborâre a unei aeronave.
Viteza se măsoară în metri pe secundă (m/s) sau în picioare pe minut (ft/min) conform cu traficul aerian dirijat al ICAO. Din punct de vedere constructiv se aseamănă cu altimetrul. Partea principală a instrumentului o constituie tot o capsulă metalică, care comunică cu un termos. Pe tubul de legătură există un orificiu capilar (tub capilar), prin care ansamblul capsulă-termos comunică cu exteriorul. Asupra pereților capsulei acționează presiunea statică a aerului atmosferic. În poziție de repaus, presiunea din interiorul capsulei va fi egală cu presiunea statică din exterior, datorită tubului capilar. Acul indicator al aparatului se va afla în dreptul valorii zero. Dacă se schimbă poziția aparatului, la o înălțime mai mare, presiunea din interiorul capsulei va scădea, ceea ce va determina comprimarea capsulei în urma căreia acul indicator al aparatului va indica urcarea. Prin tubul capilar, diferența de presiune va tinde să se egaleze, astfel, odată cu oprirea urcării, acul indicator va reveni la zero.
În consecință, variometrul se bazează pe principiul egalării frânate a diferențelor de presiune. Prin tubul capilar, egalarea presiunilor din interiorul și exteriorul capsulei se produce cu o viteză relativ constantă, deci cu cât planorul (avionul) va coborî sau va urca cu o viteză mai mare, diferența de presiune va fi mai mare, deci și valoarea indicată de aparat va fi mai mare. În timpul urcării, aparatul va indica valori pozitive, iar în timpul coborârii valori negative, în metri pe secundă (m/s). Variometrele moderne, mai ales cele folosite în planorism, sunt prevazute și cu un sistem sonor de avertizare a urcării sau coborârii.